# Carl Schmidt (Politiker, 1850)
Carl Abraham Schmidt (* 24. Juli 1850 in Odernheim am Glan; † 8. Juni 1915 ebenda) war ein deutscher Kaufmann, Bürgermeister und Mitglied des Reichstags des Deutschen Kaiserreichs.

## Leben
Schmidt besuchte die Gewerbeschule in Kaiserslautern und machte eine kaufmännische Lehre in Freiburg im Breisgau.
1870/1871 nahm er als Offizier am Deutsch-Französischen Krieg teil. Er übernahm das väterliche Geschäft in Odernheim, wo er seit 1899 auch Bürgermeister war.
Am 30. März 1906 gewann er als Kandidat der Nationalliberalen Partei eine Ersatzwahl im Reichstagswahlkreis Pfalz 6 (Kaiserslautern, Kirchheimbolanden) und gehörte dem Reichstag bis zum Ende der Legislaturperiode im Jahre 1907 an.